# Zeche Vereinigte Constantin der Große
Die Zeche Vereinigte Constantin der Große war ein Steinkohlenbergwerk in Bochum und Herne. Das Bergwerk wurde ab dem Jahr 1953 nur noch Zeche Constantin der Große und später nur noch Zeche Constantin genannt. Die Gewerkschaft Vereinigte Constantin der Große gehörte zu den Gründungsmitgliedern des Rheinisch-Westfälischen Kohlen-Syndikats. Die Zeche Vereinigte Constantin der Große war über 100 Jahre in Betrieb. Das Bergwerk gehörte in der zweiten Hälfte des 19. Jahrhunderts zu den bedeutendsten Zechen des Regierungsbezirks Arnsberg.

## Geschichte

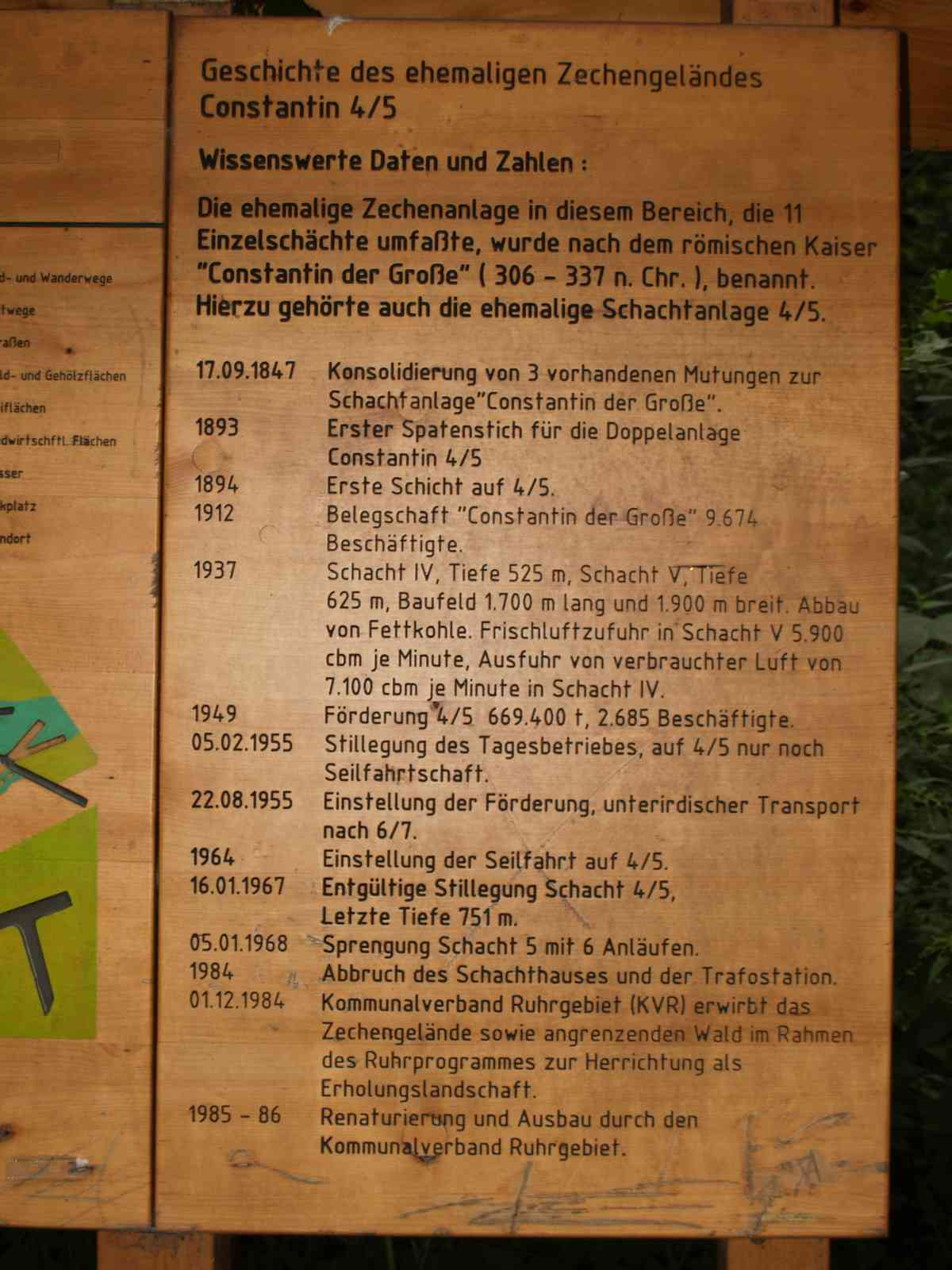
Geschichte der Anlage 4/5, Tafel am Zugang von der Waldstraße

### Die Anfänge
Im Jahr 1844 erfolgte die Mutung des Feldes Joachim. Im Jahr 1846 erfolgte die Mutung der Felder Bochum und Apollonia. Die Felder wurden 1847 vereinigt zu Constantin der Große. Im selben Jahr wurde mit den Teufarbeiten für einen Schurfschacht begonnen, allerdings wurden diese Arbeiten noch im selben Jahr wieder eingestellt. Am 15. August 1849 wurde die Gewerkschaft unter dem Namen „Gewerkschaft des Steinkohlen- und Bleierz-Bergwerks ver. Constantin der Große“ gegründet. Sitz der Gewerkschaft war Bochum. Lehensträger wurde der Hüttendirektor Johann Dinnendahl aus Dülmen. Die meisten Anteilseigner der Gewerkschaft waren Geschäftsleute und Handwerker aus dem Ruhrgebiet. Die Gewerkschaft hatte sich zur Aufgabe gemacht, die drei gemuteten Felder auszubeuten. Im Jahr 1850 wurde mit den Teufarbeiten für den Schacht 1 begonnen. Der Schacht wurde in Bochum-Riemke, östlich der Herner Straße angesetzt. Im Jahr 1851 kam es im Schacht bei einer Teufe von 26 Metern zu starken Wasserzuflüssen. Im Jahr 1852 wurde bei einer Teufe von 63 Metern das Karbon erreicht. Im Jahr darauf wurde bei einer Teufe von 109 Metern (- 31 m NN) die 1. Sohle als Wettersohle, angesetzt. Im Jahr 1854 wurden die ersten Kohlen gefördert. Der Schacht wurde tiefer geteuft und erreichte bis zum Ende des Jahres eine Teufe von 77 5/8 Lachtern. Außerdem musste die undichte Schachtmauer abgedichtet werden. Im selben Jahr wurden die Felder Apollonia, Burgsteinfurt und Constantin der Große verliehen. Das Bergwerk gehörte zu diesem Zeitpunkt zum Märkischen Bergamtsbezirk und dort zum Geschworenenrevier Bochum. Im Jahr 1856 erreichte der Schacht eine Teufe von 95 Lachtern. In dieser Teufe wurde die Sumpfsohle angesetzt. Bei einer Teufe von 90 Lachtern wurde die erste Tiefbausohle angesetzt. Außerdem wurde in diesem Jahr das Feld Joachim verliehen. Die Wettersohle wurde weiter ausgerichtet und im Südflügel des Grubenfeldes wurden mehrere Flöze angefahren.

### Die ersten Betriebsjahre
Im Jahr 1857 wurde mit der regelmäßigen Förderung begonnen und es wurden die Ausrichtungsarbeiten weiter geführt. Die Gewerkschaft wurde von der Bergbehörde angewiesen, einen weiteren Schacht zur Verbesserung der Wetterzirkulation abzuteufen. Am 11. April des darauffolgenden Jahres wurden die Felder Dülmen, Burgsteinfurt und Coesfeld unter dem Namen Vereinigte Constantin der Große konsolidiert. Im selben Jahr wurde mit den Teufarbeiten für den Schacht 2 begonnen, der 350 Meter nordwestlich von Schacht 1, westlich der Herner Straße angesetzt wurde, aber bereits bei einer Teufe von 15 Metern bis 1859 gestundet werden musste. Mittlerweile waren die Fundamente für die Wasserhaltungsmaschine fertig gestellt worden. Auf der Wettersohle und der ersten Tiefbausohle von Schacht 1 gingen die Aus- und Vorrichtungsarbeiten weiter voran. Da es zu Wasserzuflüssen von bis zu 85 Kubikfuß pro Minute kam, war man gezwungen, im nördlichen Wetterquerschlag einen Wasserdamm zu erstellen. Im Jahr 1861 erhielt das Bergwerk einen Eisenbahnanschluss. und es wurde an Schacht 1 eine Wasserhaltungsmaschine installiert. Auf Schacht 1 wurde in den Flözen Sonnenschein und Dickebank abgebaut. Aufgrund der guten Verhältnisse konnte eine Leistung von sechs bis sieben Tonnen pro Mann und Schicht erzielt werden.
Im Jahr 1863 wurden die Teufarbeiten an Schacht 2 wieder aufgenommen; es wurde weiter im Mergel bis auf eine Teufe von 26 Lachtern geteuft. Auf der 2. Sohle wurden die Ausrichtungsarbeiten im Flöz Sonnenschein westlich der westlichen Hauptstörung weiter geführt. Auch im Flöz Dickenbank liefen die Arbeiten weiter. Im Jahr darauf erreichte der Schacht bei einer Teufe von 73 Metern das Karbon. Im Jahr 1865 wurden im Schacht 2 bei einer Teufe von 109 Metern die 1. Sohle, bei einer Teufe von 151 Metern (- 73 m NN) die Mittelsohle und bei einer Teufe von 195 Metern (- 117 m NN) die 2. Sohle angesetzt. Im Schacht wurden ab einer Teufe von 86 Lachtern bis zur 2. Sohle der östliche Stoß um 24 Zoll erweitert, um an dieser Stelle später einen Drucksatz einbauen zu können. Am Schacht 2 wurde eine Zwillingsdampfmaschine mit einer Leistung von 150 PS als Fördermaschine installiert. Im Jahr darauf wurde im Schacht 2 mit der Förderung begonnen. In diesem Jahr erzielte das Bergwerk zum ersten Mal Ausbeute. Im Jahr 1867 wurde das Bleierzfeld Münster verliehen. Im selben Jahr kam es an Schacht 1 zu einem Defekt an der Wasserhaltungspumpe. Aufgrund des Defektes soffen die Grubenbaue ab und mussten bis Dezember 1868 gesümpft werden. Am 1. Januar 1869 wurde die Förderung wieder aufgenommen. Im selben Jahr konsolidierten die Felder Coesfeld, Burgsteinfurt, Dülmen und Münster. Die Gewerkschaft Vereinigte Constantin der Große wurde noch in diesem Jahr in eine Gewerkschaft mit tausend Anteilen umgewandelt.

### Der weitere Betrieb

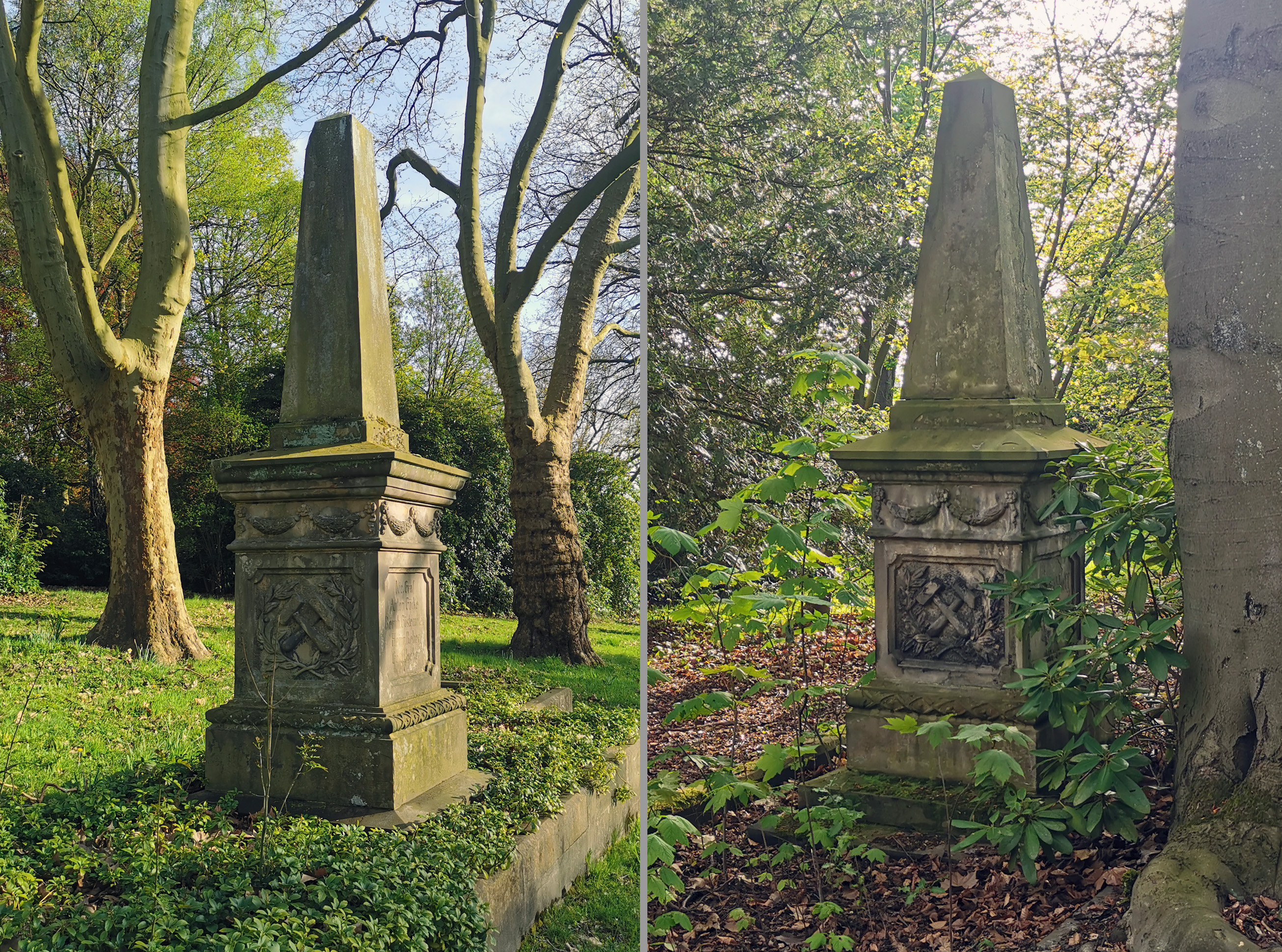
Ein Denkmal für die katholischen (links) und evangelischen (rechts) Bergleute des Unglück von 1889.

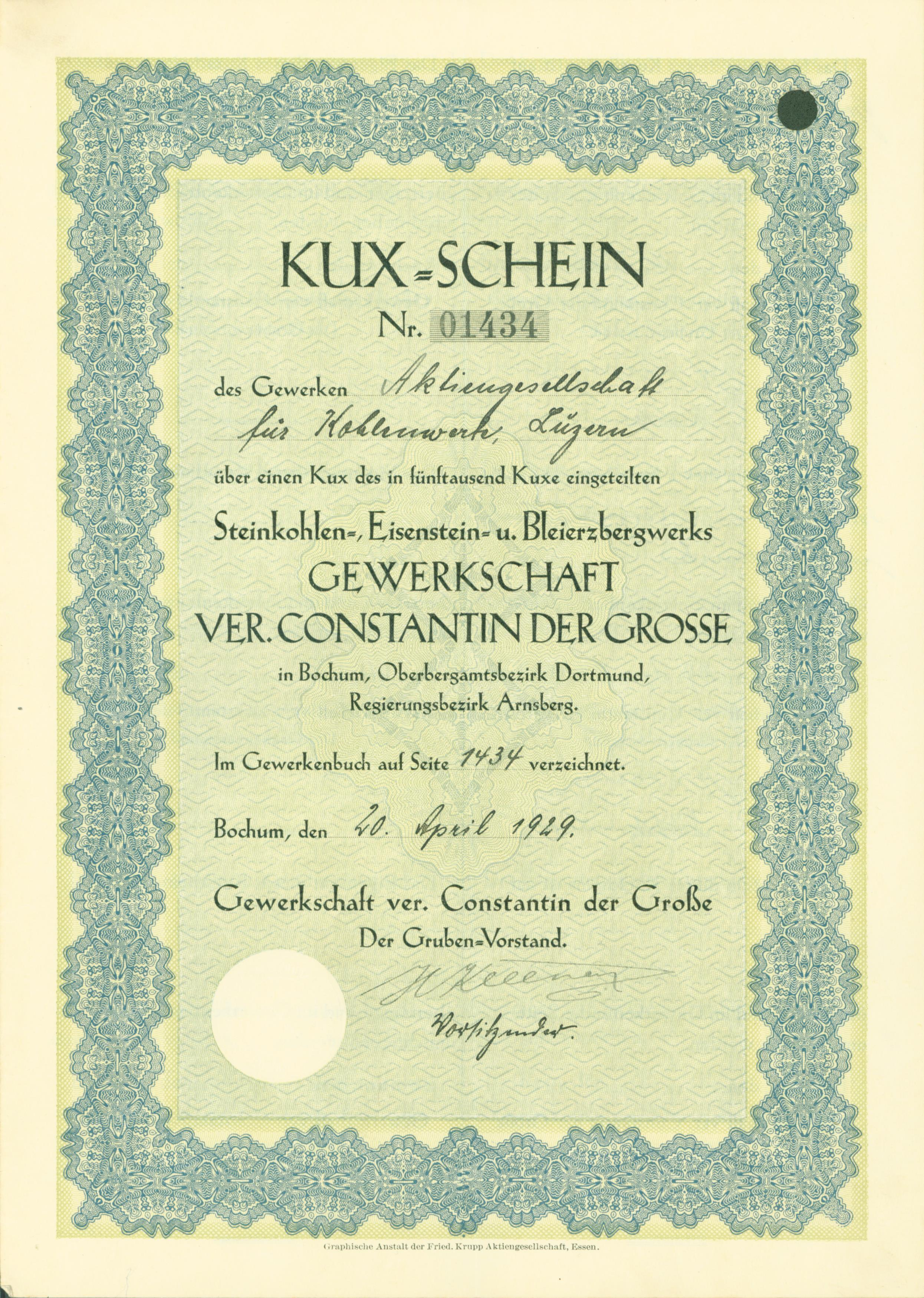
Kux-Schein der Gewerkschaft Ver. Constantin der Grosse vom 20. April 1929

Im Jahr 1870 erfolgte auf der 2. Sohle der Durchschlag zwischen den Schächten 1 und 2. Am 13. Mai desselben Jahres wurde ein Lösungsvertrag mit der Gewerkschaft Rudolph geschlossen. Da die Zeche Rudolph keinen eigenen Schacht besaß, wurde Constantin der Große durch den Lösungsvertrag berechtigt, im Grubenfeld von Rudolph die Kohlenvorräte abzubauen. Noch im selben Jahr wurde von Schacht 1 aus mit dem Abbau der Kohlenvorräte im Feld Rudolph begonnen. Die Ausbeute wurde zwischen beiden Gewerkschaften aufgeteilt. Am 14. Februar 1872 kam es im Schacht 2 zu einem Brand, dies führte dazu, dass der Schacht für sechs Monate außer Betrieb gesetzt wurde. Im selben Jahr wurde das Bleierzfeld Sedan verliehen. Aufgrund der günstigen wirtschaftlichen Entwicklung kam die Gewerkschaft Constantin der Große im Jahr 1873 zum Ausgleich der bisherigen Zubußen. Noch im selben Jahr wurden die Teufarbeiten an den Schächten 1 und 2 wieder aufgenommen und beide Schächte wurden tiefer geteuft. Im Jahr 1874 wurde in beiden Schächten bei einer Teufe von 293 Metern (- 215 m NN) die 3. Sohle angesetzt. Im Jahr darauf wurde auf dem Gelände von Schacht 2 die erste Aufbereitungsanlage installiert. Im Jahr 1880 wurden an Schacht 1 die Teufarbeiten weiter geführt und der Schacht wurde tiefer geteuft. Am 1. Januar 1881 wurde eine Privatkokerei gekauft. Diese Kokerei war schon mehrere Jahre auf dem Gelände von Schacht 2 betrieben worden. Besitzer der Kokerei war zuvor die Koksanstalt Kleye. Im Jahr 1883 wurde im Schacht 1 bei einer Teufe von 388 Metern die 4. Sohle (400 mS) angesetzt. Im Jahr darauf wurde die Kokerei an Schacht 1 in Betrieb genommen. Im Jahr 1885 wurde mit den Teufarbeiten für den Schacht 3 begonnen. Der Schacht sollte als Wetterschacht für die Betriebsteile Schacht 1 und Schacht 2 genutzt werden. Im Jahr 1887 wurde der Wetterschacht (Schacht 3) bis zur 1. Sohle in Betrieb genommen. Am 27. November 1889 kam es auf dem Bergwerk zu einer Schlagwetterexplosion, bei diesem Grubenunglück wurden 14 Bergleute getötet. Sie wurden am 30. November, konfessionell getrennt, in zwei Gräber auf dem Blumenfriedhof beigesetzt. Jeweils ein Steinobelisk erinnert an das Unglück. Im Jahr 1890 wurde das Feld Veronica an die Zeche Mont Cenis verpachtet. Im selben Jahr wurde der Schacht 2 mit der 4. Sohle durchschlägig. Im Jahr 1892 wurde die Aktiengesellschaft Herminenglück-Liborius übernommen. Der Besitz bestand aus der Zeche Herminenglück-Liborius mit angegliederter Kokerei. Zu Herminenglück-Liborius gehörte auch die Schachtanlage Ritterburg. In dem Feld Ritterburg befand sich auch der Schacht Ritterburg, der bereits im Jahr 1858 durch die Gewerkschaft Ritterburg geteuft worden war. Durch diesen Ankauf konnte die Gewerkschaft Vereinigte Constantin der Große ihr Bergwerkseigentum erheblich vergrößern. Die Wettersohle im Feld Herminenglück-Liborius befand sich in einer Teufe von 116 Metern (+ 16 m NN). Die 5. Sohle lag bei einer Teufe von 352 Metern (- 220 m NN). Schacht Ritterburg wurde umbenannt in Schacht Constantin 3. Der Schacht 3 lag im Bereich Castroper Straße / Karl-Lange-Straße.
Im Jahr 1893 wurden die Teufarbeiten an Schacht 2 weitergeführt und der Schacht wurde tiefer geteuft. Noch im selben Jahr wurde mit den Teufarbeiten für den Schacht 4 begonnen. Der Schacht wurde in Herne-Sodingen, 2,9 Kilometer nordöstlich von Schacht 1 angesetzt. Außerdem erfolgte in diesem Jahr die Konsolidation des gesamten Felderbesitzes zu einem einheitlichen Grubenfeld. Die gesamte Berechtsame firmierte nun unter dem Namen Vereinigte Constantin der Große, das Grubenfeld hatte eine Fläche von 15,3 km2. Im Jahr 1894 wurde im Schacht 2 bei einer Teufe von 498 Metern (- 420 m NN) die 5. Sohle (500 mS) angesetzt. Im Bereich von Schacht 3 wurde ab der 5. Sohle ein tonnlägiger Blindschacht abgeteuft. Im selben Jahr erreichte der Schacht 4 bei einer Teufe von 155 Metern das Karbon. Bei einer Teufe von 211 Metern (- 105 m NN) wurde die 1. Sohle angesetzt. Im Jahr 1895 wurde mit den Teufarbeiten für einen weiteren Schacht begonnen. Der Schacht wurde Schacht 5 genannt und wurde neben Schacht 4 angesetzt. Nachdem der Schacht bis in den Mergel geteuft worden war, wurden die Teufarbeiten bei einer Teufe von 76 Metern gestundet. Im selben Jahr wurde im tonnlägigen Blindschacht bei einer Teufe von 441 Metern (- 319 m NN) die 6. Sohle angesetzt. Außerdem wurde in diesem Jahr auf dem Betriebsteil 1/2 begonnen, die Felder Deutsche Treue aufzuschließen. Im Schacht 4 wurde mit der Schachtförderung begonnen. Im Jahr 1896 wurde der Schacht 3 mit der 6. Sohle durchschlägig. Im selben Jahr wurde ein neuer Lösungsvertrag mit der Gewerkschaft Rudolph geschlossen. Im Jahr 1897 wurden die Schächte 1 und 2 querschlägig miteinander verbunden. Die vier Betriebsabteilungen des Bergwerks waren ohne Störungen in Betrieb. An Schacht 4 wurden auf der 3. Sohle das südliche Füllort bis zu 32 Meter vom Schacht und das nördliche Füllort bis zu 13 Meter vom Schacht aus ausgemauert. An Schacht 4 wurden die Tagesanlagen erweitert, es wurde eine Kokerei mit 60 Öfen gebaut. Am 24. Dezember 1898 kam es auf dem Betriebsteil 1/2 zu einem Brand in der Kohlenwäsche. Im selben Jahr wurde ein Durchschlag zwischen den Betriebsteilen 1/2 und 4/5 erstellt. Das Bergwerk gehörte zu dieser Zeit zum Bergrevier Nord-Bochum. Auf Schacht 1 waren insgesamt acht Flöze in Verhieb, davon waren zwei Flöze mit Bergemittel, die anderen sechs Flöze waren aus reiner Kohle. Die Mächtigkeit der Flöze lag zwischen 0,6 und 2,5 Metern, bei den Flözen mit Bergemittel lag die Mächtigkeit der Bergemittel zwischen 0,1 und 0,35 Meter. Auf Schacht 2 waren insgesamt sieben Flöze mit einer Mächtigkeit von 0,6 bis 2,5 Metern in Verhieb, davon waren vier Flöze mit Bergeanteil, die anderen drei Flöze waren aus reiner Kohle. Bei den Flözen mit Bergemittel lag die Mächtigkeit der Bergemittel zwischen 0,2 und 0,8 Meter. Auf Schacht 3 waren insgesamt drei Flöze mit einer Mächtigkeit von 0,5 bis 1,2 Metern in Verhieb, davon war ein Flöze mit Bergeanteil die anderen zwei Flöze waren aus reiner Kohle. Bei den Flözen mit Bergemittel lag die Mächtigkeit der Bergemittel zwischen 0,2 und 1,0 Meter. Auf Schacht 4 waren insgesamt sieben Flöze mit einer Mächtigkeit von 0,8 bis 4,5 Metern in Verhieb, davon waren vier Flöze mit Bergeanteil die anderen drei Flöze waren aus reiner Kohle. Bei den Flözen mit Bergemittel lag die Mächtigkeit der Bergemittel bei bis zu 1,5 Metern. Im Jahr 1899 wurde der Wetterschacht neben Schacht 2 tiefer geteuft. Im selben Jahr wurde das Feld Sanssouci III erworben. Das Feld gehörte zuvor der Gewerkschaft Lothringen. Im Jahr 1900 wurde im Schacht 5 bei einer Teufe von 411 Metern (- 305 m NN) die 3. Sohle angesetzt und mit der Förderung im Schacht begonnen. Außerdem wurde auf dem Betriebsteil 4/5 eine Kokerei in Betrieb genommen.

### Die ersten Jahre im 20. Jahrhundert
Im Jahr 1901 wurde mit den Teufarbeiten für den Schacht 6 begonnen. Der Schacht wurde in Bochum-Grumme, 1,6 Kilometer östlich von Schacht 1, angesetzt. Im darauffolgenden Jahr war der Wetterschacht neben Schacht 2 mittlerweile bis zur 4. Sohle geteuft. Im selben Jahr erreichte der Schacht 6 bei einer Teufe von 117 Metern (+ 3 m NN) das Karbon. Bei einer Teufe von 148 Metern (- 28 m NN) wurde die 1. Sohle und einer Teufe von 226 Metern (- 106 m NN) die 2. Sohle angesetzt. Zwischen dem Baufeld 1/2 und dem Schacht wurde ein Durchschlag erstellt und noch im selben Jahr wurde mit den Teufarbeiten für den Schacht 7 begonnen. Der Schacht wurde neben Schacht 6 angesetzt. Der komplette Betriebsteil 6/7 stand an der Hiltroper Straße. Im selben Jahr wurde der Abbau im Feld Rudolph eingestellt. Im Jahr 1903 ging der Schacht 6 in Förderung, an Schacht 7 wurden die Teufarbeiten unterbrochen. Im Jahr 1904 wurde der Grund- und Bergwerksbesitz der Bochumer Koks- und Kohlenwerke AG für drei Millionen Mark erworben. Neben den unverritzten Grubenfeldern Leonhard und Leonhard II gelangten so auch die Zechen Berneck und Glückswinkelburg in den Besitz der Gewerkschaft Vereinigte Constantin der Große. Im selben Jahr wurden die Teufarbeiten an Schacht 1 weitergeführt und der Schacht wurde tiefer geteuft. Bei einer Teufe von 493 Metern (- 416 m NN) wurde die 5. Sohle angesetzt. In Schacht 6 wurde bei einer Teufe von 333 Metern (- 213 m NN) die 3. Sohle angesetzt. Außerdem wurde zwischen den Schächten 3 und 6 auf zwei Sohlen ein Durchschlag erstellt. Im Jahr 1905 wurden die Teufarbeiten an Schacht 7 wieder aufgenommen. Im Jahr darauf wurde der Schacht 1 zum Hauptförderschacht. Auf dem Betriebsteil 6/7 wurde eine Kokerei in Betrieb genommen. Im Jahr 1907 wurde auf dem Baufeld 1/2 ein Abhauen von der 5. Sohle zur 6. Sohle erstellt und bis auf eine Teufe von 587 Metern aufgefahren und dort die 6. Sohle angesetzt. Schacht 7 wurde bis zur 2. Sohle in Betrieb genommen und mit der Förderung begonnen. Im selben Jahr wurde Schacht 6 zum Wetterschacht umfunktioniert. Im Jahr 1908 wurde ein Durchschlag zwischen der 5. Sohle vom Baufeld 1/2 mit der 6. Sohle von Schacht 3 erstellt. Außerdem wurden an Schacht 2 die Teufarbeiten wieder aufgenommen und der Schacht wurde tiefer geteuft. Im Jahr darauf wurde der Schacht 2 mit der 6. Sohle durchschlägig. Im Jahr 1910 wurde begonnen, den Betriebsteil 8/9 an der Flottmannstraße zu errichten. Er war erforderlich geworden, um den Teil des Grubenfeldes abzubauen, der von den anderen Schächten zu weit entfernt lag.
Dazu wurde zunächst mit den Teufarbeiten für Schacht 8 begonnen, der in Bochum-Riemke 1,8 Kilometer nördlich von Schacht 1 angelegt wurde. Er besaß einen Schachtdurchmesser von 5,5 Metern. Mit den Teufarbeiten für den Schacht 9 wurde vier Wochen später begonnen. Dieser Schacht hatte einen Durchmesser von 4,5 Metern. Noch im selben Jahr erreichten beide Schächte bei einer Teufe von 119 Metern das Karbon. In beiden Schächten wurden bis zu einer Teufe von 48 Metern Tübbinge eingebracht, unterhalb dieser Teufe wurde eine 0,5 Meter starke Schachtmauer aus Backsteinen erstellt. Im selben Jahr wurde der Schacht 7 mit der 3. Sohle durchschlägig und der Schacht 1 stillgelegt. Im Jahr 1911 wurde an Schacht 3 die Förderung eingestellt, um Schachtreparaturen durchzuführen. In den Schächten 8 und 9 wurden im selben Jahr bei einer Teufe von 120 Metern (- 40 m NN) die 1. Sohle und bei einer Teufe von 200 Metern (- 119 m NN) die 2. Sohle angesetzt. Am 1. Oktober desselben Jahres wurde eine Kokerei in Betrieb genommen. Im Jahr 1912 kaufte die Gewerkschaft Constantin den Bergwerksbesitz der Gewerkschaften Deutschland und Eintracht Tiefbau. Im selben Jahr ging Schacht 3 nach erfolgter Reparatur wieder in Förderung. Im Schacht 7 wurden die Teufarbeiten weiter geführt. Schacht 8 wurde zum Förderschacht und ging noch im selben Jahr in Förderung. Er war mit einer dreietagigen Haupt- und einer einetagigen Nebenförderung ausgerüstet. Die Förderanlage war so ausgerüstet, dass mit ihr pro Tag innerhalb von zwei Schichten bis zu 1500 Tonnen Kohle gefördert werden konnten. Schacht 9 wurde als Wetterschacht eingesetzt. Dort wurde eine einetagige Nebenförderung installiert, mit der bis zur 1. Sohle gefördert werden konnte. Am 1. Oktober desselben Jahres gründete die Gewerkschaft Constantin die Bochumer Kohlen-Kontor GmbH als Landabsatzorganisation. Dadurch war es nun möglich, die geförderten Kohlen besser zu vermarkten.
Von 1913 bis zu seinem Tod im Jahre 1931 übernahm Albert Hoppstaedter die Führung des Unternehmens. Im September 1913 wurde auf dem Betriebsteil 6/7 die Kokerei stillgelegt. Im Schacht 7 wurde bei einer Teufe von 432 Metern (- 312 m NN) die 4. Sohle angesetzt. Außerdem wurde mit den Teufarbeiten für den Schacht 10 begonnen. Er wurde einen Kilometer südöstlich vom Betriebsteil 4/5 angesetzt. Der Schacht befand sich in Bochum-Hiltrop am Wiekskamp. Im selben Jahr erreichte der Schacht bei einer Teufe von 169 Metern das Karbon. Auf dem Gelände von Schacht 10 wurde eine Kokerei in Betrieb genommen. Am 1. April 1914 wurde im Schacht 3 die Förderung eingestellt. Das Baufeld wurde zum Baufeld 6/7 zugeteilt. Im Schacht 10 wurden bei einer Teufe von 232 Metern (- 102 m NN) die 1. Sohle und bei einer Teufe von 333 Metern (- 203 m NN) die 2. Sohle angesetzt. Noch im selben Jahr wurde mit den Teufarbeiten für den Schacht 11 begonnen. Der Schacht wurde in Herne-Sodingen 1,2 Kilometer nördlich von Schacht 10 angesetzt. Er befand sich in der Nähe des Gysenbergparks, etwa auf der derzeitigen Freifläche westlich der Straße Gysenbergstraße in Höhe der Kreuzung mit dem Landwehrweg. Aufgrund des beginnenden Ersten Weltkrieges wurden die Schächte erst später fertiggestellt.

### Die Zeit der beiden Weltkriege
Im Jahr 1916 wurden im Baufeld mittels Gesenk bei einer Teufe von 700 Metern (- 622 m NN) die 7. Sohle angesetzt. Am 1. Mai desselben Jahres wurde der Schacht 3 wieder in Förderung genommen, auch wurde die Kokerei wieder in Betrieb genommen. Außerdem wurden an mehreren Schächten die Teufarbeiten wieder aufgenommen. Der Schacht 5 wurde tiefer geteuft und bei einer Teufe von 525 Metern (- 419 m NN) wurde die 4. Sohle angesetzt. Der Schacht 8 wurde tiefer geteuft und bei einer Teufe von 300 Metern (- 220 m NN) wurde eine Hilfssohle und bei einer Teufe von 378 Metern (- 298 m NN) wurde die 3. Sohle angesetzt. Im Schacht 11 wurde bei einer Teufe von 160 Metern das Karbon erreicht. Bei einer Teufe von 188 Metern (- 99 m NN) wurde im Schacht 11 die 1. Sohle angesetzt. Es wurde ein Durchschlag zum Schacht 10 erstellt. Auch an Schacht 3 wurden die Teufarbeiten weiter geführt und der Schacht wurde tiefer geteuft. Im Jahr 1917 wurde im Schacht 3 bei einer Teufe von 538 Metern (- 406 m NN) die 5. Sohle angesetzt. Am 16. Mai desselben Jahres kam es im Baufeld 8/9 zu einer Schlagwetterexplosion, hierbei wurden fünf Bergleute getötet. An Schacht 10 wurden die Teufarbeiten weiter geführt, der Schacht 11 ging noch in diesem Jahr in Förderung. Im Jahr 1918 wurden die Teufarbeiten an den Schächten 4 und 5 wieder aufgenommen und beide Schächte wurden tiefer geteuft. Im Schacht 10 wurde im selben Jahr bei einer Teufe von 430 Metern (- 300 m NN) die 3. Sohle angesetzt. Im selben Jahr kam es zu einer erneuten Schlagwetterexplosion. Bei dieser am 3. Oktober erfolgten Explosion kamen drei Bergleute ums Leben. Im November desselben Jahres wurde die Kokerei stillgelegt. Im Jahr 1919 wurde der Schacht 4 mit der 3. Sohle durchschlägig. Im Schacht 7 wurde bei einer Teufe von 532 Metern (- 412 m NN) die 5. Sohle angesetzt. Im Schacht 10 wurde im selben Jahr bei einer Teufe von 549 Metern (- 419 m NN) die 4. Sohle angesetzt. Noch im selben Jahr wurde im Schacht 10 mit der Förderung begonnen und der Schacht 11 wurde bis zur 3. Sohle in Betrieb genommen. Im Jahr 1920 kamen bei einem Einsturz des Schachtstoßes vier Bergleute ums Leben. Im Schacht 5 wurde im selben Jahr bei einer Teufe von 625 Metern (- 519 m NN) die 4. Sohle angesetzt. Auf dem Betriebsteil 10/11 wurde am 1. Oktober eine Kokerei in Betrieb genommen.
Im Jahr 1921 wurde ein Betriebs- und Interessengemeinschaftsvertrag mit der Friedrich Krupp AG geschlossen. Außerdem erwarb die Friedrich Krupp AG Anteile der Gewerkschaft Constantin. Am 12. April desselben Jahres kam es im Baufeld 6/7 zu einer Schlagwetterexplosion. Bei diesem Grubenunglück wurden 19 Bergleute getötet. Sie wurden auf den Friedhöfen in Riemke und Grumme bestattet. Im Schacht 8 wurden die Teufarbeiten weitergeführt und der Schacht wurde tiefer geteuft. Noch im selben Jahr wurde bei einer Teufe von 496 Metern (- 416 m NN) die 4. Sohle angesetzt. Im Jahr 1922 wurde mit den Teufarbeiten für den Ersatzschacht 2a begonnen. Der Schacht wurde in der Nähe von Schacht 2 angesetzt. Im Jahr 1923 wurde der Wetterschacht am Schacht 3 abgesetzt, bis ins Flöz Girondelle 3, tiefer geteuft. Das Flöz befand sich in einer Teufe von 229 Meter (- 92 m NN). Im Jahr 1924 wurde der Schacht 2a bis zur 3. Sohle tiefer geteuft. Auf der 5. Sohle wurde ein Gesenk abgeteuft und bei einer Teufe von 631 Metern (- 511 m NN) die 6. Sohle angesetzt. Im Jahr 1925 wurde der Schacht 2a bis zur 5. Sohle durchgeteuft. Am 25. November desselben Jahres kamen drei Bergleute bei einem Strebbruch ums Leben. Im Jahr 1926 wurde der Schacht 2a ab der 6. Sohle in Betrieb genommen. Dennoch liefen die Teufarbeiten im Schacht 2a weiter und der Schacht wurde tiefer geteuft. Der Schacht 6 wurde im selben Jahr mit der 4. Sohle durchschlägig, der Wetterschacht 9 erreichte die Hilfssohle. Im Jahr 1927 wurde die Friedrich Krupp AG Mehrheitsgewerke der Gewerkschaft Constantin. Am 28. November desselben Jahres kam es zu einem Wassereinbruch, dadurch soff die 5. Sohle ab. Im Jahr 1828 wurde im Schacht 2a bei einer Teufe von 684 Metern die 7. Sohle angesetzt. Ab dem Jahr 1929 begannen die Gewerken damit das Bergwerk zu rationalisieren. So wurde der Wetterschacht an Schacht 3 abgeworfen und verfüllt. Des Weiteren wurden die Betriebsteile Constantin 8/9 und Constantin 3 mit dem Betriebsbereich Constantin 6/7 zusammengelegt. Die gesamte Förderung des Bergwerks wurde von da an auf dem Betriebsteil 6/7 gefördert. Die Schächte der Betriebsbereiche 3 und 8/9 dienten zunächst weiter für die Seilfahrt und die Bewetterung. Im Jahr 1930 wurde der Wetterschacht neben Schacht 2 abgeworfen und verfüllt. Am 1. März desselben Jahres wurde die Kokerei auf dem Betriebsbereich 8/9 stillgelegt und am 17. Juni desselben Jahres wurde die Kokerei auf dem Betriebsbereich 4/5 stillgelegt. Außerdem wurde die Kokerei an Schacht 11 stillgelegt.

Die letzte Seilfahrt, 1934

Aufgrund der Weltwirtschaftskrise waren weitere Rationalisierungsmaßnahmen erforderlich geworden. Am 1. Juni 1931 wurden auf dem Betriebsteil 1/2/2a die Kokereien stillgelegt. An den Schächten 1 und 2 wurde die Förderung eingestellt. Die in diesen Baufeldern abgebauten Kohlen wurden nun unter Tage zum Standort 6/7 gefördert und dort nach über Tage gefördert. Im selben Jahr wurde der Betriebsteil 10/11 stillgelegt. Durch diese Maßnahmen waren nur noch zwei Schächte in Förderung. Im Januar 1933 wurde im Baufeld 1/2/2a wieder mit dem Abbau begonnen. Außerdem wurde die Kokerei an Schacht 2 wieder in Betrieb genommen. Nachdem sich die wirtschaftliche Lage wieder gebessert hatte, wurde im Jahr 1934 der Betriebsteil 1/2 wieder in Betrieb genommen. Im Schacht 2 wurde die Förderung wieder aufgenommen. Im selben Jahr kam es erneut zu einer Schlagwetterexplosion. Bei diesem Grubenunglück, das am 21. Oktober stattfand, wurden neun Bergleute getötet. Im November 1936 kam es auf dem Baufeld 1/2 zu einem Grubenbrand. Aus diesem Grund wurde der Betrieb auf 1/2/2a wieder stillgelegt. Das Baufeld wurde nun endgültig zum Betriebsteil 6/7 gelegt. Im selben Jahr wurde der Schacht 5 bis zur 7. Sohle tiefer geteuft. Des Weiteren wurden die Teufarbeiten an Schacht 8 fortgesetzt und der Schacht wurde tiefer geteuft. Im Jahr 1937 wurde im Schacht 2a bei einer Teufe von 885 Metern (- 807 m NN) die 8. Sohle angesetzt. Im selben Jahr wurde im Schacht 7 bei einer Teufe von 930 Metern (- 970 m NN) die 8. Sohle angesetzt. Im Jahr darauf wurde der Schacht 8 bei einer Teufe von 691 Metern (- 611 m NN) mit der 7. Sohle durchschlägig.
Im Jahr 1937 wurde vor der Verwaltung der Zeche in Hofstede das unter den Namen Knochen-Karl bekannte Denkmal mit militärischen Ehren eingeweiht. Es soll an die 475 Kriegstoten, welche die Zeche Vereinigte Constantin der Große (Schacht I) im Ersten Weltkrieg zu beklagen hatte, erinnern. Das waren 23 Prozent der Belegschaft. Modell für die Plastik stand der Hauer Karl Mieling (1908–1991), der den Spitznamen „Knochen-Karl“ hatte. Das Denkmal aus Bronze wurde von Joseph Enseling (1886–1957) geschaffen.
Am 1. August 1939 erwarb die Gewerkschaft Constantin die Zeche Mont-Cenis. Durch den Kauf dieses Bergwerks umfasste die Berechtsame nun eine Fläche von 20,8 km2. Im Jahr 1940 wurde in Schacht 7 mit der Förderung ab der 8. Sohle begonnen. Zwischen den Tagesanlagen von Mont-Cenis und Constantin wurde noch im selben Jahr eine Verbindungsbahn installiert. Im Jahr 1941 wurde im Schacht 7 eine Gefäßförderung in Betrieb genommen. Im Jahr 1943 wurde eine Gasverbindungsleitung zwischen den Kokereien Constantin Schacht 10 und Mont Cenis erstellt. Die Leitung erhielt auch einen Anschluss an das Ruhrgasnetz. Außerdem wurde zwischen beiden Zechenkraftwerken eine Kabelverbindung in Betrieb genommen. Im April 1945 wurde die Kokerei auf dem Betriebsteil Schacht 10 für mehrere Monate stillgelegt. Aufgrund des Luftkrieges kam es an den Tagesanlagen der Zeche Constantin teilweise zu schweren Schäden. Die Fördermaschine und das Schachtgebäude an Schacht 7 wurden schwer beschädigt. Auf Schacht 2 wurde die Kompressoranlage vollständig zerstört. Aus diesem Grund kam im April 1945 die Förderung auf Constantin komplett zum Erliegen.

### Die Jahre nach den Weltkriegen
Am 1. Mai 1945 wurde die Kokerei an Schacht 2 stillgelegt. In den Nachkriegsjahren wurden die Tagesanlagen des Bergwerks wieder aufgebaut. Im Zuge dieser Reparaturen wurde der Betrieb auch weiter rationalisiert. Im Dezember 1945 wurde die Kokerei an Schacht 10 wieder in Betrieb genommen. Im Jahr 1947 wurde der Schacht 9 abgeworfen und verfüllt. Im darauffolgenden Jahr wurde der Schacht 2 stillgelegt. Schacht 1 wurde bis zur 7. Sohle in Betrieb genommen. Am 1. April 1948 wurde die Kokerei auf dem Betriebsteil 6/7 wieder in Betrieb genommen. Im Jahr 1949 wurde der Betriebsteil 8/9 endgültig stillgelegt. Da sich der Abbau im Laufe der Jahre im Baufeld Constantin auf die 8. Sohle und im Baufeld Mont-Cenis auf die 7. Sohle verlagert hatte, war es erforderlich geworden, weitere Schächte tiefer zu teufen. In den 1950er Jahren wurde begonnen, fünf Schächte tiefer zu teufen. Außerdem begann man, sämtliche Anlagen zur Großförderanlage 6/7 zusammenzufassen. Im Jahr 1951 wurde im Schacht 5 bei einer Teufe von 930 Metern (- 894 m NN) die 8. Sohle angesetzt. Allerdings war die deutsche Wirtschaft nach dem verlorenen Zweiten Weltkrieg extrem arm an Kapital. Um dieses nötige Kapital für das Bergwerk zu beschaffen, bemühten sich auch die Anteilseigner um ausländische Investoren. So verhandelte der Hauptanteilseigner Krupp in der Mitte 1952 mit französischen Interessenten über den Verkauf der Zeche Constantin. Aufgrund der Intervention führender deutscher Politiker, kam dieser Verkauf jedoch nicht zustande.
Im Jahr 1953 wurde auf der 8. Sohle ein Durchschlag zwischen den Baufeldern 4/5 und 6/7 erstellt. Schacht 6 wurde bis zur 8. Sohle in Betrieb genommen. Ein Teil der Förderung vom Baufeld 4/5 ging unter Tage mittlerweile zum Betriebsteil 6/7. Um die geförderten Kohlen auf dem Betriebsteil 6/7 auch aufbereiten zu können, wurde im Laufe der Umbaumaßnahmen eine Zentralaufbereitungsanlage gebaut. Auf dem Betriebsteil Mont-Cenis wurde im selben Jahr eine Grubengasabsauganlage in Betrieb genommen. Im Jahr 1954 wurde Schacht 2 abgeworfen und anschließend verfüllt. Bedingt durch die alliierten Entflechtungsmaßnahmen war es erforderlich geworden, die Gewerkschaft Constantin als Bergbau-AG neuzugründen. Am 19. Januar 1954 wurde die Bergbau-AG Constantin der Große gegründet. In die neu gegründete Bergbau-AG floss das bisherige Bergbauvermögen der Gewerkschaft Vereinigte Constantin der Große und die Bochumer Kohlen-Kontor GmbH mit ein. Die sonstigen Beteiligungen der Gewerkschaft an anderen Handelsgesellschaften blieben im Besitz der Gewerkschaft Vereinigte Constantin der Große. Ende August 1955 wurde die Förderung auf dem Betriebsteil 4/5 stillgelegt, von nun an wurde die gesamte Förderung auf dem Betriebsteil 6/7 getätigt. Die 8. Sohle wurde zur Hauptfördersohle. Im Jahr 1956 wurden 51 Prozent der Bergbau-AG Constantin der Große an den Bochumer Verein für Gußstahlfabrikation AG in Bochum verkauft. Gegen Ende wurde das Bergwerk in den Konzernbereich des Bochumer Vereins eingegliedert. Am 27. Januar 1959 wurde die Kokerei auf dem Betriebsteil 4/5 stillgelegt und im Laufe des Jahres ebenfalls die Kokerei an Schacht 10. Im selben Jahr kaufte die Holding Hütten- und Bergwerke Rheinhausen AG 76 Prozent des Aktienpakets des Bochumer Vereins und somit die Zeche Constantin der Große.

### Die letzten Jahre bis zur Stilllegung
Im Jahr 1960 waren noch die Förderanlage 6/7 und die Nebenanlagen 1/2a, 3, 4/5, 8, 10 und 11 in Betrieb. Im Jahr 1961 wurde der Schacht 10 abgeworfen, der Schacht 3 wurde bis zur 6. Sohle in Betrieb genommen. Im Jahr darauf wurde an Schacht 11 ein abfallender Förderberg von der 8. Sohle Constantin zur 7. Sohle Mont-Cenis aufgefahren. Noch im selben Jahr wurde der Förderberg durchschlägig. Im Jahr 1963 wurde der Schacht 10 verfüllt. Am 1. Juni wurde die Förderung von Mont-Cenis übernommen. Am 22. Juli 1965 kam es im Baufeld Mont-Cenis zu einer Schlagwetterexplosion mit anschließendem Grubenbrand. Hierbei kamen neun Bergleute ums Leben. Im Jahr 1966 wurde die Förderanlage 6/7 stillgelegt. Die Kohlen von Constantin wurde nun unter Tage zur Zeche Hannover gefördert. Auf dem Betriebsteil Hannover 2/5 wurden diese dann nach über Tage gefördert. Im selben Jahr wurde im Baufeld Mont-Cenis die 8. Sohle abgeworfen. Außerdem wurde der Schacht 2 aufgegeben und der Schacht 4 bis zur 7. Sohle verfüllt. Am 11. Februar  1967 wurde die Kokerei auf dem Baufeld 6/7 stillgelegt. Am 31. März desselben Jahres wurde die Zeche Constantin der Große stillgelegt, das Baufeld wurde den Bergwerken Bochum zugeschlagen.

## Förderung und Belegschaft
Die ersten Förder- und Belegschaftszahlen des Bergwerks stammen aus dem Jahr 1855, in diesem Jahr wurden mit 76 Beschäftigten 1639 4/9 preußische Tonnen Steinkohle gefördert. Im Jahr 1860 wurden mit 147 Beschäftigten eine Förderung 174.079 preußischen Tonnen Steinkohle erbracht. Im Jahr 1866 wurde mit 247 Beschäftigten eine Förderung von 446.419 preußischen Tonnen Steinkohle erbracht. Im Jahr 1870 wurde eine Förderung von 147.455 Tonnen Steinkohle erbracht, die Belegschaftsstärke lag in diesem Jahr bei 651 Beschäftigten. Die auf dem Bergwerk geförderten Kohlen waren gute Fett- und Schmiedekohlen, die auch zur Gaserzeugung geeignet waren. Im Jahr 1875 wurden mit 945 Beschäftigten 248.000 Tonnen Steinkohle gefördert. Im Jahr 1880 lag die Belegschaftsstärke bei 1055 Beschäftigten, die Förderung betrug 309.023 Tonnen Steinkohle. Im Jahr 1885 wurden mit 1342 Beschäftigten rund 368.000 Tonnen Steinkohle gefördert. Im Jahr 1890 stieg die Förderung leicht an auf 399.442 Tonnen Steinkohle, die Belegschaftsstärke lag bei 1304 Beschäftigten. Im Jahr 1895 wurde eine Förderung von 476.858 Tonnen Steinkohle erbracht, die Belegschaftsstärke lag in diesem Jahr bei 2246 Beschäftigten. Im Jahr 1900 wurden mit 3384 Beschäftigten rund 771.000 Tonnen Steinkohle gefördert. Im Jahr 1905 wurde bereits die eine Million-Tonnen-Marke überschritten. Mit 4864 Beschäftigten wurden 1.031.353 Tonnen Steinkohle gefördert. Im Jahr 1910 wurde eine Förderung von 1.238.042 Tonnen Steinkohle erbracht, die Belegschaftsstärke betrug 5082 Beschäftigte. Im Jahr 1913 wurde mit 6430 Beschäftigten eine Förderung von 1.790.000 Tonnen Steinkohle erbracht.
Im Jahr 1915 wurden 1.341.563 Tonnen Steinkohle gefördert, die Belegschaftsstärke betrug 5018 Beschäftigte. Im Jahr 1920 stieg die Förderung auf 1.684.955 Tonnen Steinkohle an, die Belegschaftsstärke lag bei 8039 Beschäftigten. Im Jahr 1925 stieg die Förderung erneut an auf 2.188.524 Tonnen, die Belegschaftsstärke lag bei 9340 Beschäftigten. Die maximale Förderung des Bergwerks wurde im Jahr 1927 erbracht. Mit 10.671 Beschäftigten wurden 2.812.015 Tonnen Steinkohle gefördert. Im Jahr 1930 wurden 2.464.756 Tonnen Steinkohle gefördert, die Belegschaftsstärke betrug 8058 Beschäftigte. Im Jahr 1935 sank die Förderung die Förderung ab auf 2.307.631 Tonnen, die Belegschaftsstärke lag bei 6079 Beschäftigten. Im Jahr 1940 wurden 2.095.435 Tonnen Steinkohle gefördert, die Belegschaftsstärke betrug 6080 Beschäftigte. Im Jahr 1945 sank die Förderung deutlich unter eine Million Tonnen. Von April bis Mitte Dezember wurde mit 4551 Beschäftigten eine Förderung von 547.277 Tonnen Steinkohle erbracht. Im Jahr 1950 wurden 1.406.791 Tonnen Steinkohle gefördert, die Belegschaftsstärke betrug 5498 Beschäftigte. Im Jahr 1955 stieg die Förderung leicht an auf 1.456.747 Tonnen Steinkohle, die Belegschaftsstärke lag bei 5343 Beschäftigten. Im Jahr 1960 wurde mit 4115 Beschäftigten eine Förderung von 1.330.913 Tonnen Steinkohle erbracht. Im Jahr 1965 wurde eine Förderung von 1.600.000 Tonnen Steinkohle erbracht. Die Belegschaftsstärke lag bei 3817 Beschäftigten. Dies sind die letzten Förder- und Belegschaftszahlen.

## Constantin heute – was geblieben ist
Von allen Schachtanlagen sind noch Reste zu finden. Die meisten erhaltenen Gebäude befinden sich an den Schachtanlagen 8/9 und 10. Sechs alte Ansichten der verschiedenen Anlagen zieren die Station Zeche Constantin der Stadtbahn-Linie U35. In der Nähe befindet sich das Denkmal Knochen-Karl. Von dem Grubenunglücken 1889 und 1921 sind noch die Gemeinschaftsgräber auf dem Blumenfriedhof und dem Friedhof Grumme erhalten.

### Schächte 1, 2 und 2a

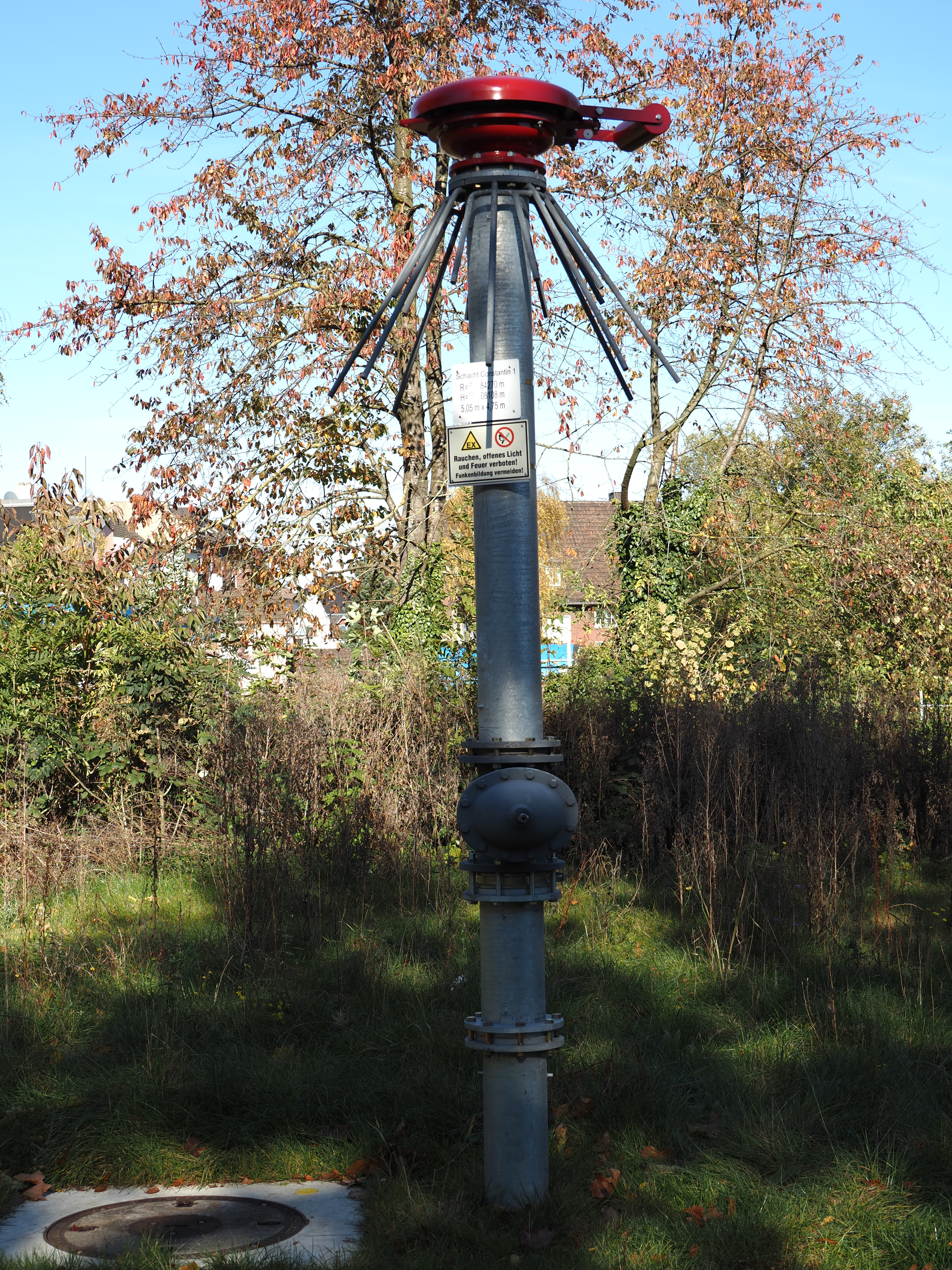
Flammendurchschlagsicherung über Schacht 1

Die Schächte 1, 2 und 2a befanden sich in Bochum beiderseits der Herner Straße zwischen Poststraße ‒ Vierhausstraße und Verkehrsstraße. Sie waren durch einen 1867 gemeinsam mit der Zeche Hannibal gebauten Eisenbahnanschluss nach Herne angebunden, der einige Jahre später von der Bergisch-Märkischen Eisenbahn-Gesellschaft erworben und zur Eisenbahnstrecke Bochum–Herne erweitert wurde. Diese Anschlussbahn führte aus nordwestlicher Richtung kommend, vorbei an den Schächten 2 und 2a, in einem Tunnel unterhalb der Herner Straße zum östlich gelegenen Schacht 1.
Im Rahmen der Stadtbahn-Bauarbeiten in den 1980er Jahren erfolgte der Abriss der letzten verbliebenen Gebäude auf dem Gelände von Schacht 1. Der Anschlussbahn-Tunnel wurde zugeschüttet. Er befand sich ungefähr in Höhe des südlichen Zugangs Falkstraße zur Station Zeche Constantin an der U-Bahn-Linie 35. Auf dem unter Straßenniveau liegenden Gelände von Schacht 2 und 2a entstand die Stadtbahn-Werkstatt der Bogestra, in dessen Gleisfeld die Protegohauben beider Schächte sichtbar sind.
An der Eisenbahnstrecke Bochum–Herne ist die Fläche des ehemaligen Constantin-eigenen Sammelbahnhofs erkennbar. Sie liegt unmittelbar östlich der heute durch die Glückauf-Bahn befahrenen Gleise zwischen dem früheren Güterbahnhof Bochum-Riemke und dem Haltepunkt Bochum-Riemke. Die Meesmannstraße unterquert den Bahndamm der Eisenbahnstrecke und durchschneidet die erhöht liegende Fläche des Zechenbahnhofs (⊙), die überwachsen ist und keine Gleise mehr aufweist.

### Schächte 4 bis 11

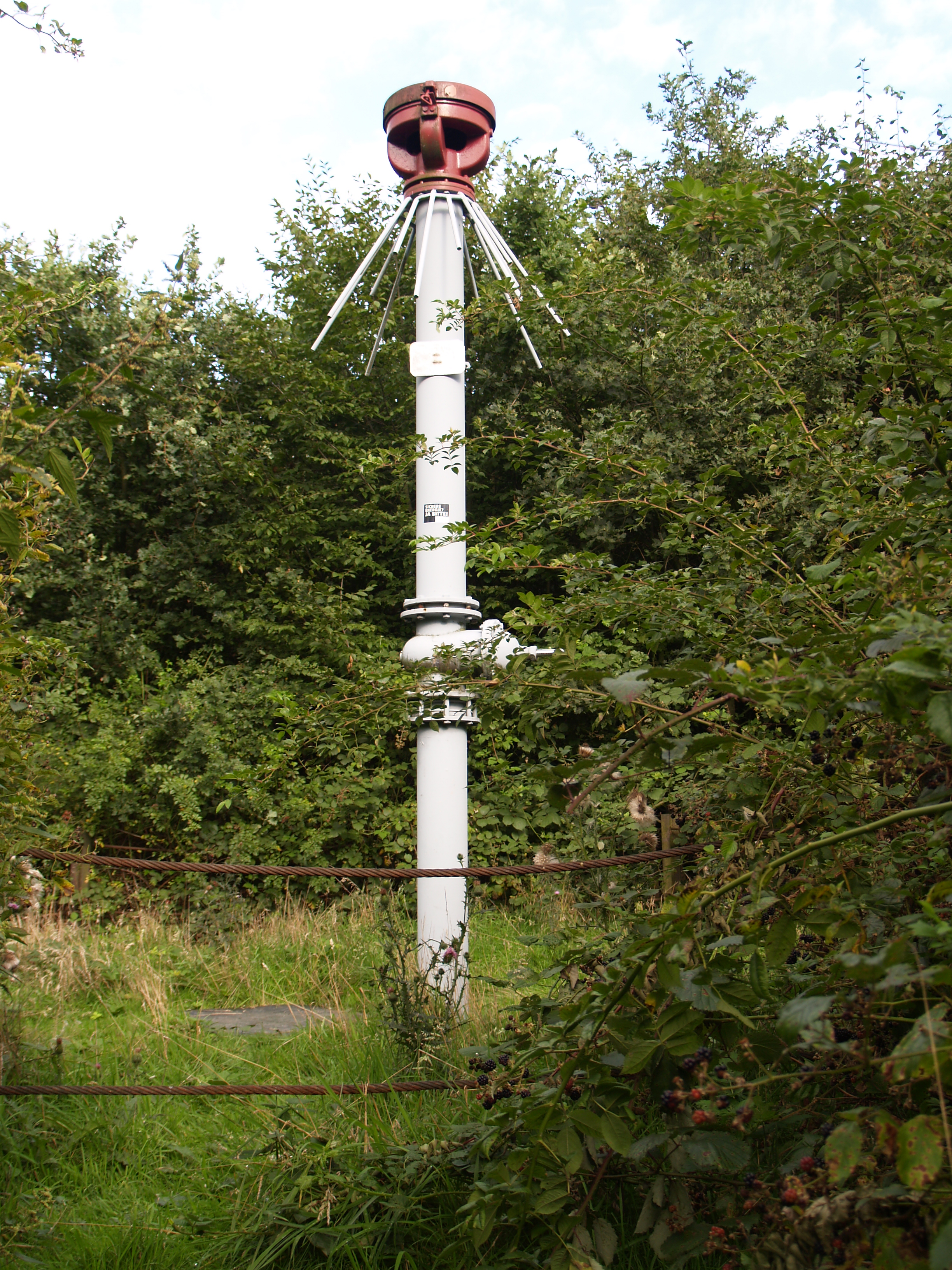
Der Standort von Schacht 4 in Herne
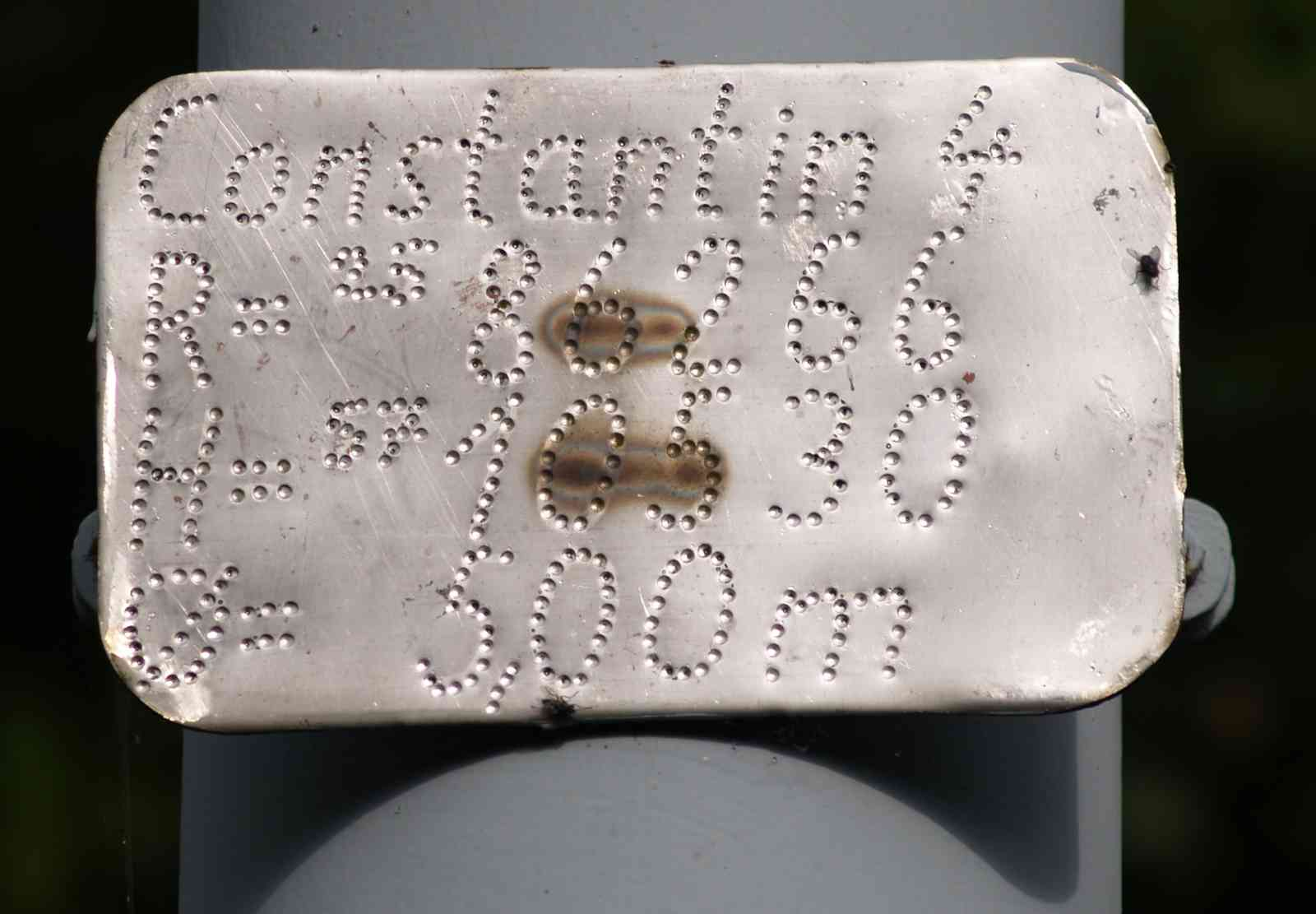
Gauß-Krüger-Koordinaten von Schacht 4
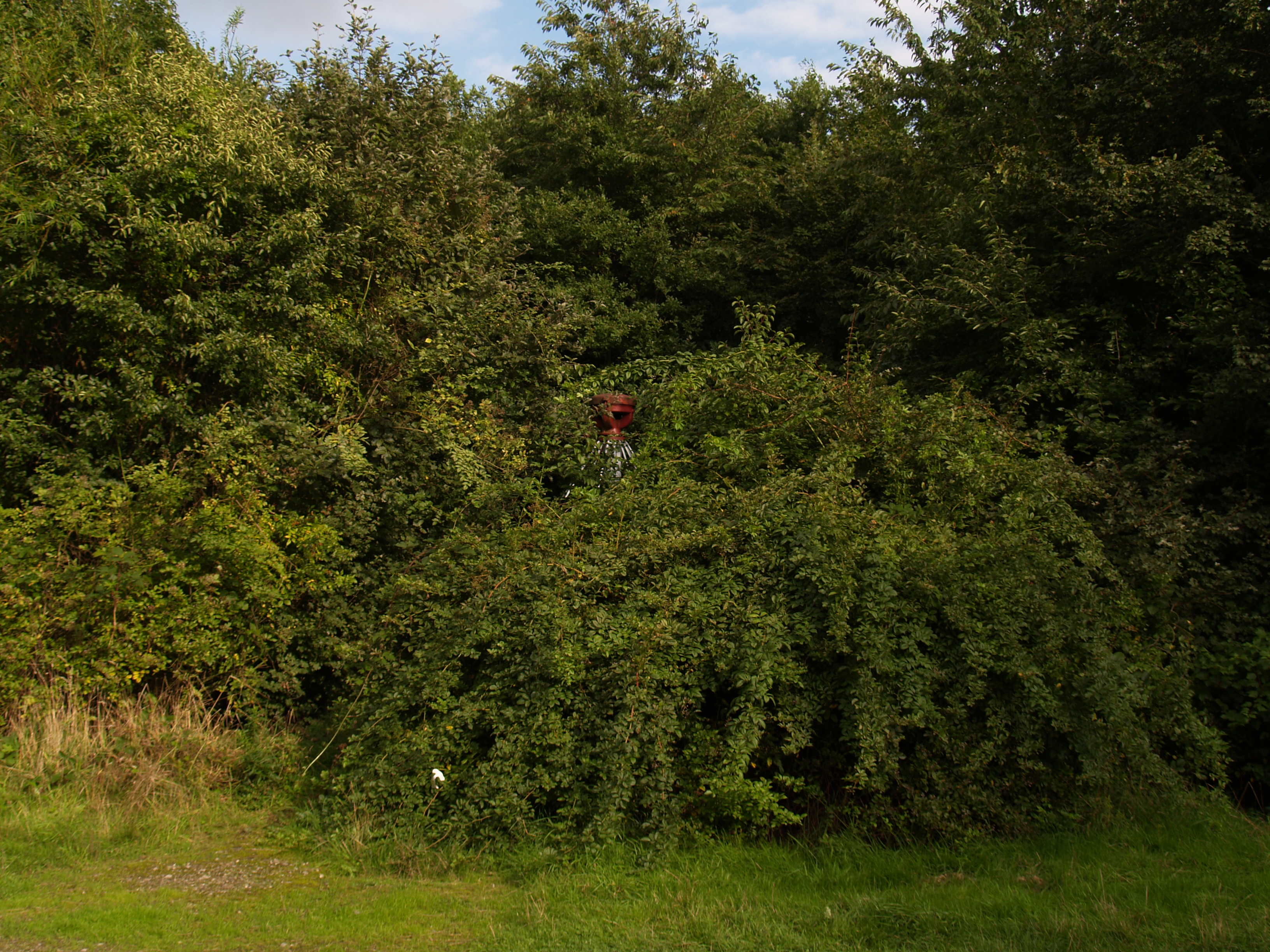
Der Standort von Schacht 5 in Herne
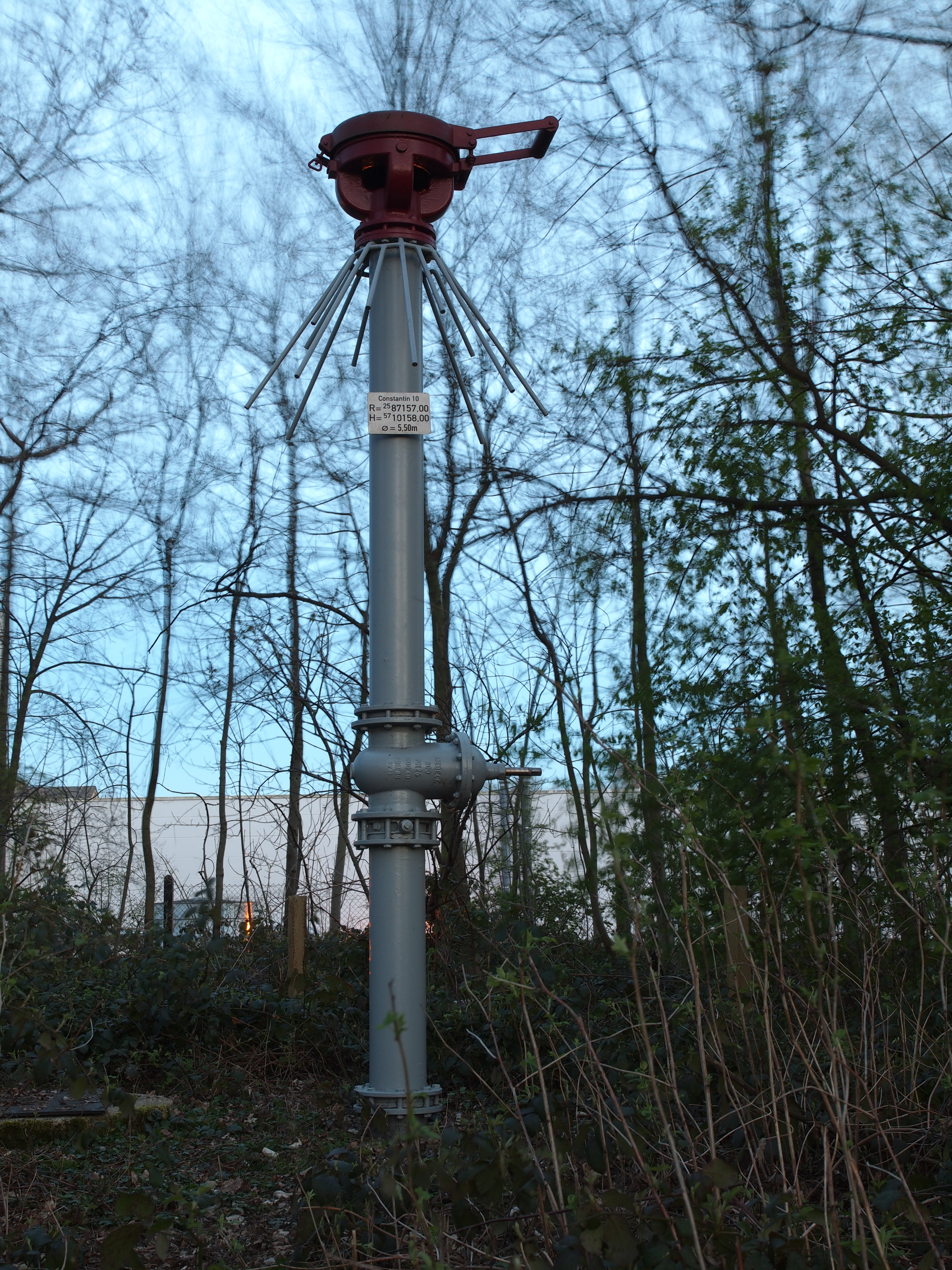
Schacht 10 (März 2014) in Bochum
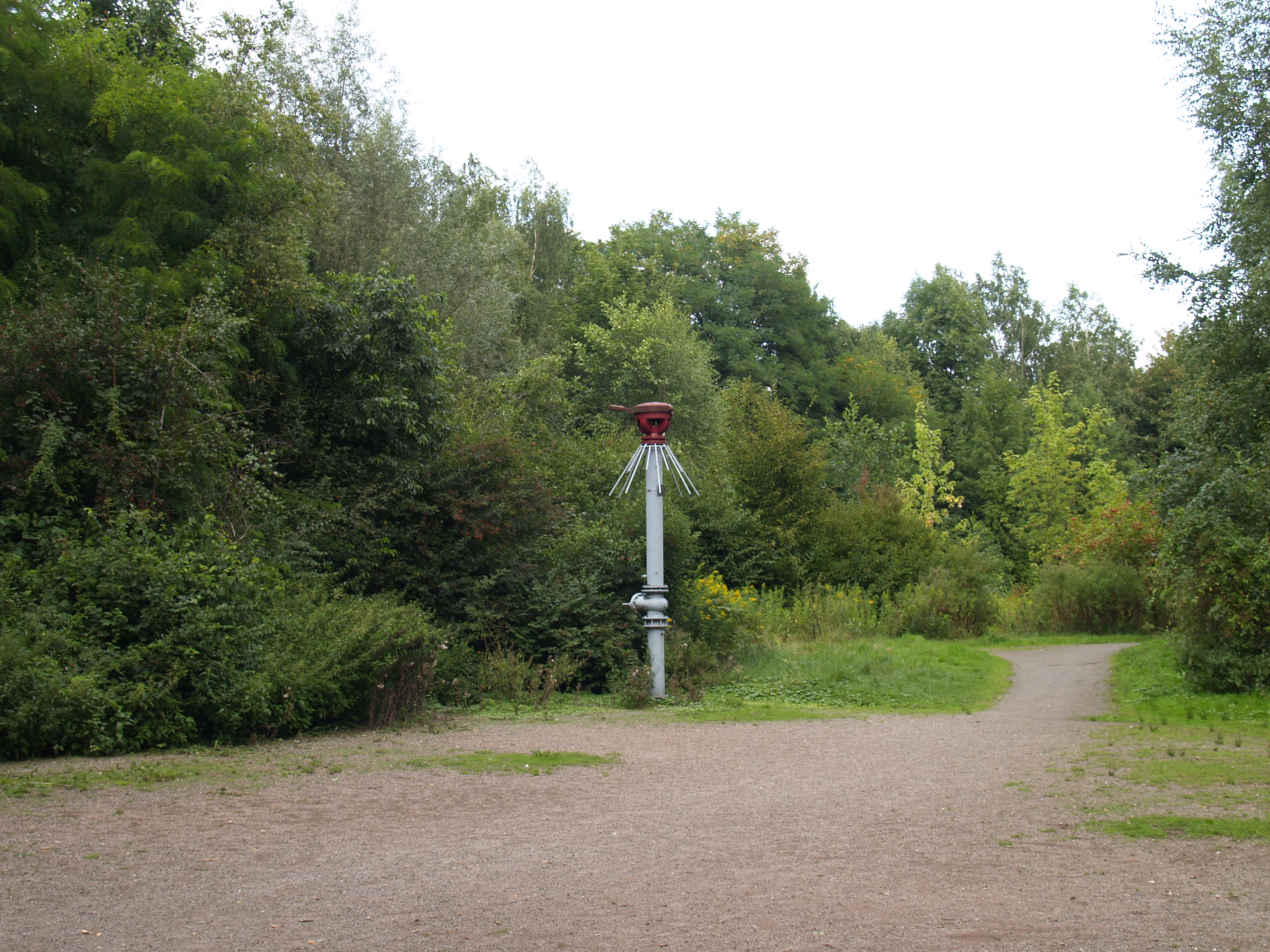
Der Standort v. Schacht 11 in Herne-Constantin

Die Schächte 4 bis 11 waren allesamt untereinander durch Eisenbahntrassen verbunden. Auf der Herner bzw. Bochumer Straße, genau in Höhe der Stadtgrenze zwischen Bochum und Herne, waren die Reste des Bahnübergangs bis zur grundlegenden Erneuerung des Straßenraumes noch erkennbar (⊙). Diagonal verlaufende Wege bzw. Zufahrten weisen beidseits der Straße auf den Trassenverlauf hin. Das Anschlussgleis zur Anlage 4/5 fädelte sich unmittelbar südlich des Haltepunkts Bochum-Riemke aus der heutigen Glückauf-Bahn aus und unterquerte dann die heutige A43. Im Zuge von deren Verbreiterung auf drei Spuren in jeder Richtung wird 2025 die Brücke über das alte Zechengleis abgerissen und die Lücke verfüllt. Damit ist dann die Möglichkeit verbaut, auf der ehemaligen Bahntrasse einen knapp 2 km langen Fuß- und Radweg von Riemke nach Herne-Sodingen anzulegen.
Die Anlage 4/5 wurde vollständig abgeräumt, die Abraumhalde landschaftsgestaltend auf dem Zechengelände verteilt und der Natur überlassen. Das Gelände wird als Naherholungsgebiet genutzt. Die beiden Schachtstandorte sind noch an ihren Protegohauben zu erkennen, obwohl man sie in der Landschaft nicht mehr leicht findet. Lediglich ein Teil der alten Umfassungsmauer und die Zufahrtsstraße aus Kopfsteinpflaster sind erhalten. Letztere wurde in das Wegenetz des Geländes eingebunden und kann von Fußgängern und Radfahrern genutzt werden.

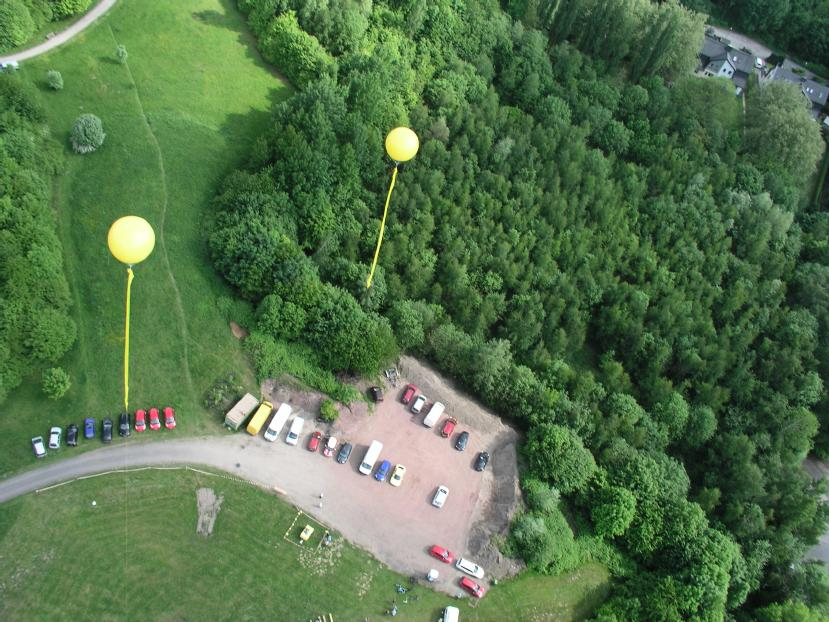
Luftbild der zwei SchachtZeichen-Ballone von Constantin 6/7 in Bochum im Mai 2010

Die Anlage 6/7 wurde Ende der 1980er Jahre komplett abgeräumt und das Gelände im Rahmen der Arbeiten für das Deutsche Turnfest 1990 saniert. Es entstand ein großzügiges Sportgelände, das zunächst von den Profis des VfL Bochum als Trainingsstätte genutzt wurde. 2003 entstand auf dem Gelände das Trainingszentrum für die Jugendabteilung des VfL.
Die Anlage um Schacht 11 wurde vollständig abgeräumt. Anschließend wurde das Gelände parkähnlich gestaltet und mit Kunstobjekten versehen, die inzwischen überwachsen sind. Die Verbindungsbahn der Zechen, die über die Anlage Schacht 11 hinaus auch die Zeche Mont Cenis mit dem Kanalhafen der Zeche Friedrich der Große verband, wurde eingestellt, die Bahnanlagen entfernt, lediglich die Brücken wurden belassen. Auf der Trasse wurde ein Fuß- und Radweg angelegt, der nun den Revierpark Gysenberg mit dem Constantin-Park kreuzungsfrei verbindet. Ab dem Gysenberg-Park verläuft die Sodinger Straße auf der alten Bahntrasse.

## Koordinaten
- 51° 30′ 4″ N, 7° 12′ 46″ O (Zeche Constantin 1)
- 51° 30′ 15,1″ N, 7° 12′ 21,4″ O (Zeche Constantin 2/2a)
- 51° 29′ 25,1″ N, 7° 14′ 31″ O (Zeche Constantin 3), ehem. Zeche Herminenglück-Liborius
- 51° 31′ 21,7″ N, 7° 14′ 32,3″ O (Zeche Constantin 4/5)
- 51° 31′ 45,9″ N, 7° 15′ 2,5″ O (Zeche Constantin 11)
- 51° 30′ 15,3″ N, 7° 14′ 9,5″ O (Zeche Constantin 6/7)
- 51° 31′ 5,6″ N, 7° 13′ 8,9″ O (Zeche Constantin 8/9)
- 51° 31′ 9″ N, 7° 15′ 18,3″ O (Zeche Constantin 10)